# جمعية إسكان

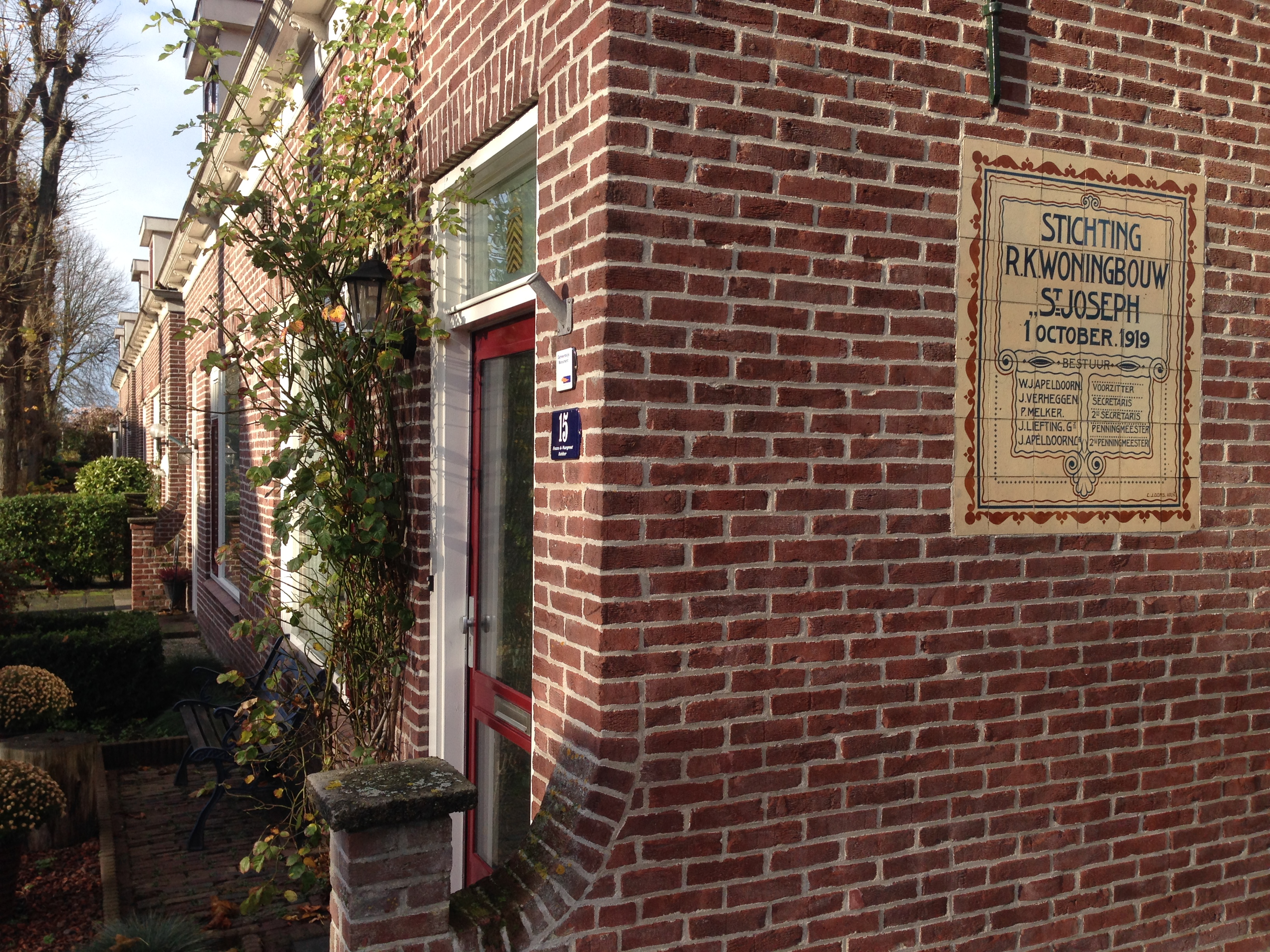

جمعية الإسكان هي عادةً مُنظمة مستقلة غير ربحية تهدف إلى توفير المساكن لأولئك الذين يبحثون عن سكن ومأوى، وهي منظمات تشتهر في إيرلندا والمملكة المتحدة حيث تقوم باستخدام أي فائض تجاري للحفاظ على المساكن القائمة والمساعدة في تمويل المنازل الجديدة. على الرغم من أنها مستقلة إلا أنها تُنظم من قِبل الدولة وتتلقى عادةً التمويل العام. وتعتبر الآن المصدر الرئيسي في المملكة المتحدة المسؤولة عن بناء مساكن جديدة للإيجار.